# Foyil
Foyil est une ville du comté de Rogers en Oklahoma.
Sa population était de 344 habitants en 2010.
Elle est située sur la célèbre U.S. Route 66. On y trouve le Andy Payne Memorial érigé en l'honneur du gagnant de la première course transaméricaine(36° 25′ 37″ N, 95° 31′ 40″ O), et le Totem Pole Park.

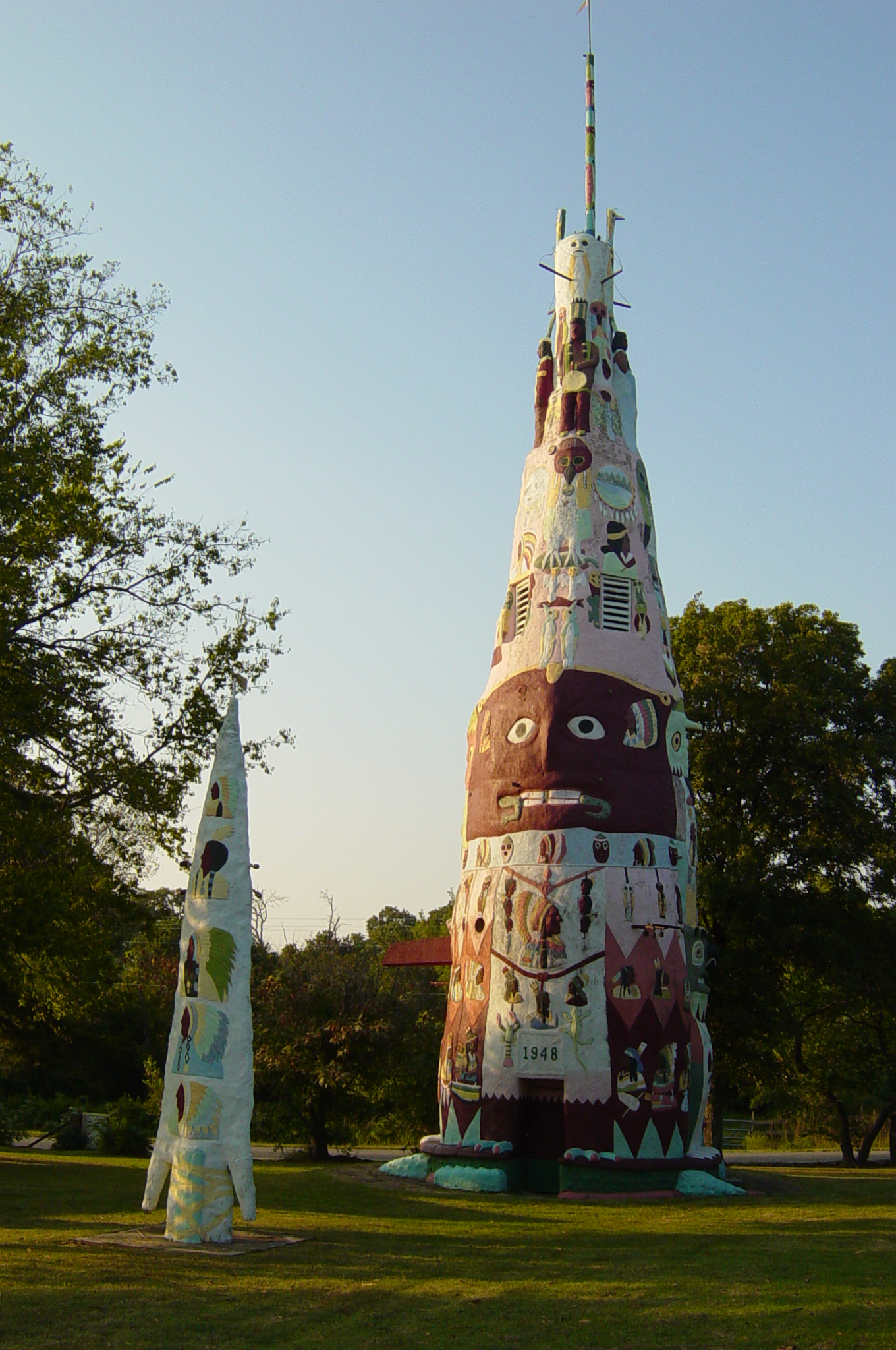
Totem Pole Park